# Adriana Behar

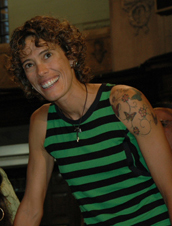

Adriana Brandão Behar (sinh ngày 14 tháng 2 năm 1969 ở thành phố Rio de Janeiro) là tên của một cầu thủ bóng chuyền xuất sắc nhất trong các cầu thủ ở thế hệ của bà.
Sau khi chơi cho đội bóng chuyền trong nhà nữ của quốc gia, bà chuyển sang chơi bóng chuyền bãi biển vào năm 1993. Bà đã thắng hơn 30 giải đâu quốc tế cũng như nhận được 2 huy chương tại thế vận hội. Bên cạnh đó, bà bắt cặp với bà Shelda Bede, họ thi đấu cùng với nhau hơn 1000 trận đấu và 114 danh hiệu.
Bà có nguồn gốc từ người Do Thái, vì thế, bà là cầu thủ người Brazil duy nhất đứng tại Sảnh danh tiếng thế thao quốc tế của người Do Thái, ngay bên cạnh những huyền thoại thể thao danh tiếng thế giới như vận động viên bơi lội người Mĩ Mark Spitz và cựu tay đua công thức một Jody Scheckter.
Bên cạnh đó, bà là một trong danh sách một trăm người phụ nữ được nhà đài BBC đề cử.

## Giải thưởng
1. Tại thế vận hội
Huy chương bạc năm 2000 tại Sydney cùng với Shelda Bede.
Huy chương bạc năm 2004 tại Athens với Shelda Bede.
2. Giải vô địch bóng chuyền bãi biển thế giới
Huy chương vàng năm 1999 tại Marseille cùng với Shelda Bede
.Huy chương vàng năm 2001 tại Klagenfurt cùng với Shelda Bede
.Huy chương bạc năm 2003 tại Rio de Janeiro cùng với Shelda Bede.
Huy chương đồng năm 1997 tại Los Angeles cùng với Shelda Bede.
3. Giải Pan Am Games
Huy chương vàng năm 1999 tại Winnipeg cùng với Shelda Bede.